# Société des troubadours de Marseille
La Société des Troubadours de Marseille est une goguette fondée à Marseille le 6 décembre 1809.
Son règlement en vers et en chanson, ainsi qu'une liste de ses membres ont été conservés.
Les informations sur cette goguette sont contenues dans l'Année lyrique des Troubadours de Marseille pour 1811.
Cet ouvrage est précédé d'un Avis de l'Éditeur :
Ce recueil sera publié tous les ans, dans le courant du mois de décembre. Il sera à l'avenir orné de gravures et accompagné d'airs notés. L'on y trouvera des notices sur les Troubadours nos devanciers et sur leurs travaux, et l'on pourra y rendre compte de tous les ouvrages de poésie qui seront adressés, francs de port, à l'adresse de l' Éditeur de l'année lyrique des Troubadours ; chemin de la Magdelaine, à Marseille. C'est à lui que doivent être adressées toutes les réclamations et les demandes relatives à cet ouvrage.

## Membres de la Société en 1811
Troubadours résidants.

MM.

1 Jacques-Joseph Chaix

2 A. Desmoulins

3 Louis du Demaine

4 Louis Jossaud

5 Fortuné Marie

6 Pierre Massot

7 François Negrel

8 Antoine de Pascalis

9 Louis de Permon

10. Alphonse Rostan

11 H. J. Casimir Rostan

12 Arsène Séjourné

13 A. L. Esprit de Sinety

14 Léon Templier

15 A. Claire Thibaudeau

Troubadours associés.

MM.

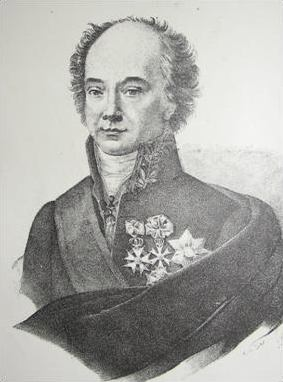
Un Troubadour associé : le Baron Goswin de Stassart, écrivain et préfet du Vaucluse.

Le Baron de Stassart, Préfet du département de Vaucluse

Martignac,) Membres de la société épicurienne 

Duranteau,) de Bordeaux

Vincent, de St. Laurent, Secrétaire perpétuel de l'académie de Nîmes

Berenger, de Toulon, auteur des Soirées Provençales

Pierre Dorange, de Marseille, résidant à Paris

Étienne Michelet, de Marseille, à l'armée d'Espagne

## Règlement général de la Société des Troubadours de Marseille
Article Premier.

AIR : Des pendus.

Ce fut l'an neuf et mil huit cent, 

Le six de décembre courant, 

Qu'en leur séance bachique, 

La présente pragmatique 

Fut par les Troubadours gaîment 

Adoptée unanimement.

ART. 2.

AIR : Mon père était pot.

Salut, honneur, plaisir, gaîté,

Aux enfants de la coupe, 

Momus est la divinité 

De leur joyeuse troupe : 

Gentils Troubadours, 

Chantez vos amours, 

Que rien ne vous chagrine, 

Épicuriens, jouissez des biens 

Que le sort vous destine.

ART. 3.

Mais n'admettons point à nos jeux,

La sagesse importune ; 

Notre sagesse est d'être heureux : 

Plaisir vaut bien fortune.

Le bonheur pour nous, 

Malgré les jaloux, 

Est notre unique affaire ; 

Cultiver toujours 

Bacchus, les amours, 

Qu'est-il de mieux à faire ?

ART. 4.

AIR : Du haut en bas.

Ce règlement, 

Aura de loi, force et puissance, 

Ce règlement 

Sera suivi fidèlement ; 

Jusqu'à ce qu'une autre ordonnance 

Nous relève d'obéissance 

Au règlement.

ART. 5.

AIR : Femmes voulez-vous éprouver.

Comme la curiosité, 

Comme l'innocente satire, 

Ou la vive malignité, 

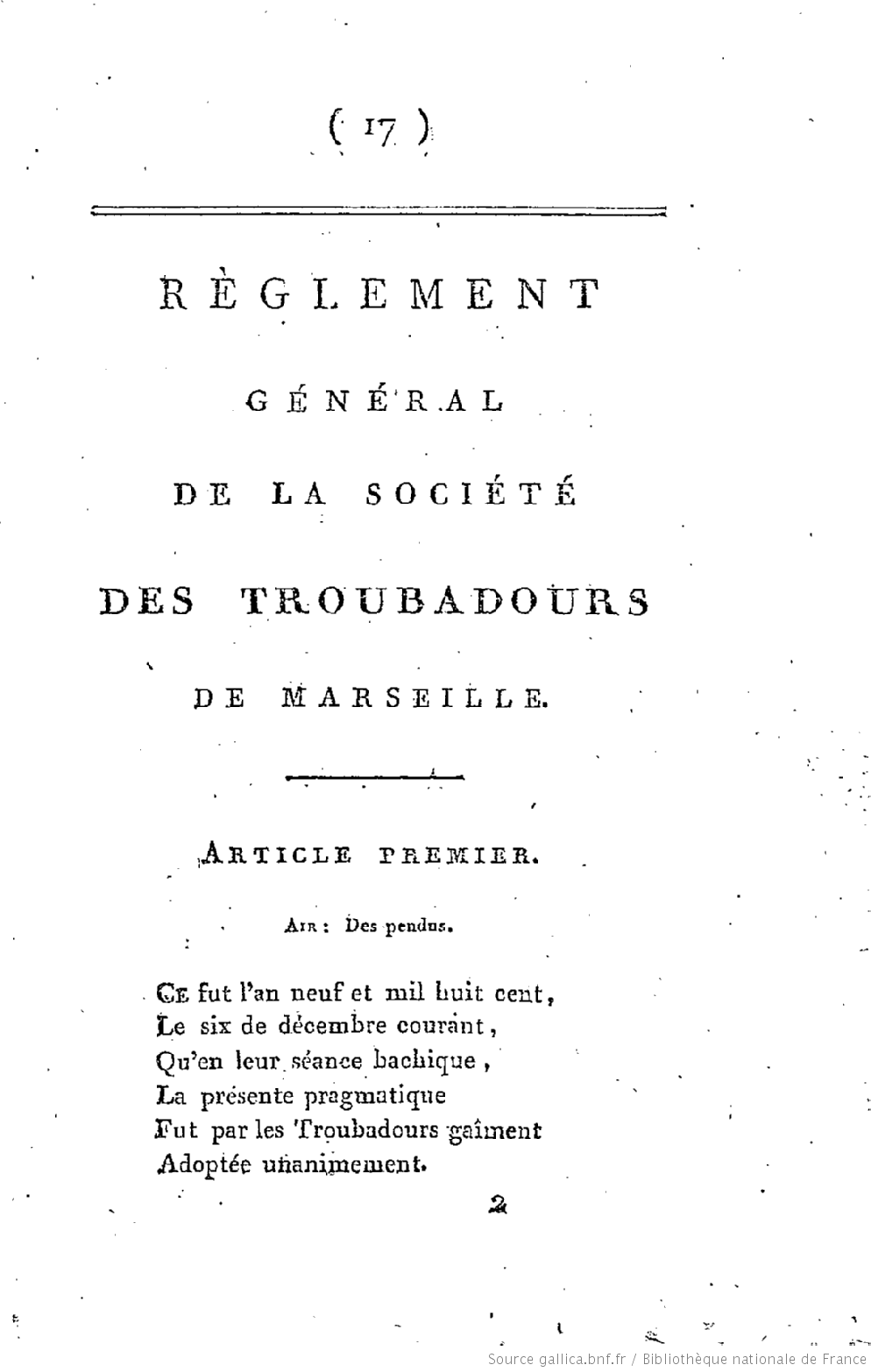
Première page du règlement des Troubadours de Marseille.

En tous lieux fondent leur empire ; 

Comme le don de chansonner 

De chacun devient l'apanage, 

Mes amis, sachons nous borner, 

Nous en vaudrons bien davantage.

ART. 6.

AIR : Il faut lui percer le flanc, etc.

Arrêtons conséquemment, 

En plein plan 

Ran tan plan tire lire en plan, 

De respecter le talent, 

De ne jamais en rire,

Ran tan plan tire lire, 

Gardons-nous bien d'en rire ; 

Troubadours, savants, gourmands, 

En plein plan 

Ran tan plan tire lire en plan, 

Francs buveurs, mauvais plaisants, 

Sachons nous circonscrire, 

Ran tan plan tire lire 

Crainte de trouver pire.

Quinze membres résidents, 

En plein plan 

Ran tan plan tire lire en plan,

Sauf certains correspondants, 

Sont assez pour bien dire, 

Ran tan plan tire lire,

A tout peuvent suffire ; 

Qu'un diplôme bien ronflant,

En plein plan 

Ran tan plan tire lire en plan,

Paraphé du président, 

Ran tan plan tire lire, 

Surmonté d'une lyre, 

Avec le mot pour rire ; 

Puis signé de l'intendant, 

En plein plan 

Ran tan plan tire lire en plan, 

Puis des fondateurs gourmands, 

Excite leur délire ; 

Il sera donné céans, 

En plein plan 

Ran tan plan tire lire en plan, 

A chacun pour douze francs, 

Avec le droit de rire, 

Ran tan plan tire lire, 

De chanter, boire et lire, 

Couplets malins, vers plaisants 

En plein plan 

Ran tan plan tire lire en plan, 

Couplets malins, vers plaisants, 

Et le tout sans médire.

ART. 7.

AIR : Des pendus.

C'est le premier mardi du mois, 

Que suivant nos gourmandes lois 

Et bachique décrétale, 

L'assemblée est générale ; 

Notre local est vaste et beau, 

Et le traiteur est Sibilleau.

ART. 8.

AIR : Mon père était pot

On fait les convocations 

Par lettres circulaires, 

Non compris les réunions 

Des extraordinaires, 

Où nos officiers, 

Joyeux chansonniers, 

Qui sagement combinent, 

Le dernier mardi 

Du mois à midi, 

En conseil privé dînent.

ART. 9.

AIR : Du Curé de Pomponne.

Mais pour nous sauver l'embarras 

Du joug démocratique, 

Amis, jetons-nous dans les bras 

Du pouvoir monarchique : 

Pour trois mois, un Troubadour roi 

Conduira notre barque ; 

Suivons en paix la loi, 

Croyez-moi,

De notre bon monarque.

 

ART. 10.

AIR : Du menuet d'exaudet.

Mes amis, 

Tous soumis, 

Au bon Sire, 

Connaissez bien son pouvoir, 

Voici notre devoir, 

Il faut vous en instruire ; 

Car sa voix 

De nos lois 

Interprète, 

A l'ordre doit rappeler 

Celui qui veut troubler 

La fête.

Par ivresse ou par folie, 

Si quelqu'un de nous s'oublie, 

À l'instant 

Il défend 

Le tapage ; 

Car si nous sommes tous fous, 

Qu'on trouve au moins chez nous 

Un sage.

Le roi peut, 

Quand il veut, 

Au rebelle, 

Faire boire un verre d'eau,

Ou chanter un rondeau, 

Même s'il en appelle ; 

Nous l'aimons, 

Nous buvons 

A sa gloire, 

Et chacun obéira, 

Surtout quand il dira 

De boire.

ART. 11.

AIR : Avec les jeux dans le village.

Pour administrer notre empire, 

Nous ferons choix d'un intendant,

Qui sache compter, lire, écrire,

Qui soit et gourmet et gourmand.

Ministre de paix, d'abondance, 

Toujours nous lui dirons bravo ; 

Mais s'il nous fait faire abstinence, 

Crions sur lui, haro, haro.

ART. 12.

AIR : Aussitôt que la lumière.

En monarchie érigée, 

Notre assemblée a pour loi 

D'être toujours dirigée 

Par le cher Troubadour roi ; 

Mais au soin de son royaume, 

Il a pour coadjuteurs, 

Et l'intendant économe, 

Et. les quatre fondateurs.

ART. 13.

AIR : Dame ma nièce est-ce que je sais ça.

L'intendant cher aux convives, 

Modèle d'activité, 

Est le garde des archives 

De notre société : 

Lui seul règle nos dépenses, 

Contre-signe nos brevets, 

Mais l'actif de nos finances 

Se borne à quelques couplets.

ART. 14.

AIR: De M. Guillaume.

Tantôt c'est un sujet gourmand, 

Tantôt une chanson à boire, 

Un couplet gai, vif ou galant, 

Quelquefois un chant de victoire : 

Mais de nos vers, de nos discours, 

Comme il faut dresser l'inventaire,

De tout l'esprit des Troubadours, 

L'intendant est dépositaire.

ART. 15.

AIR La comédie est un miroir.

Il dirige avec le conseil, 

Sous les ordres de notre Sire, 

Avec un zèle sans pareil, 

Les affaires de notre empire : 

Mais ce n'est pas tout, l'intendant 

Suit aussi la correspondance ; 

IL faut du goût et du talent 

Pour cet office d'importance.

ART. 16.

AIR du vaudeville de Jean Monet ;

Quoique sans cérémonie, 

L'on puisse chômer toujours, 

Proclamons l'épiphanie, 

La fête des Troubadours ; 

Ce jour-là, 

Grand gala, 

Mous réglerons nos affaires, 

Nous élirons nos confrères ; 

Puis chaque Troubadour doit, 

Boire et chanter le roi boit.

ART. 17.

AIR : Une fille est un oiseau.

Nos séances en tout temps, 

D'après un statut durable,

Se tiennent gaîment à table ; 

Et vous sentez aisément, 

Combien ce charmant usage,

A bien boire nous engage ; 

Oui ce parti doux et sage 

Embellit notre destin : 

Le vrai bonheur sur la terre, 

C'est de noyer dans son verre, 

Les soucis et le chagrin.

ART. 18.

AIR : De la pipe de tabac.

Chacun le sait, la chose est sûre, 

Plus on est de fous, plus on rit, 

Chez les Troubadours d'Épicure ; 

Mettons ce système à profit : 

Le règlement les autorise, 

Ainsi qu'il est dit ci-dessous, 

A seconder notre entreprise 

En doublant le nombre des fous.

ART. 19.

AIR : Du haut en bas.

D'après cela, 

Usant d'un droit incontestable, 

D'après cela, 

Chacun des Troubadours pourra, 

Amenant un convive à table, 

Rendre le banquet plus aimable 

D'après cela.

Mais pour cela, 

Suivant le vœu de l'ordonnance, 

Mais pour cela, 

Au Troubadour roi l'on devra, 

Présentant l'étranger d'avance, 

Obtenir de lui l'assurance, 

Qu'il est bien là.

Après cela, 

Le règlement dit par prudence, 

Après cela, 

Que notre intendant connaîtra 

Le convive un jour à l'avance : 

Chacun par ce moyen, je pense, 

Mieux dînera.

ART. 20.

AIR : Du curé de Pomponne.

Chacun de nous invitera, 

La chose est positive ; 

Avant de le faire on saura,

Pour qu'il n'en mésarrive, 

Que l'invitant signera, 

Puis paiera 

L'écot de soja convive.

ART. 21.

AIR : Une' fille est un oiseau

Notre but, chers Troubadours,

Est de chanter, rire et boire ; 

Vraiment vous pouvez m'en croire, 

Sans gaité point de beaux jours ; 

C'est pour cela qu'on arrête, 

Et que de plus on décrète, 

Que jamais sans chansonnette,

Nul ne peut se présenter ; 

Qu'elle soit bien ou mal faite,

Chacun, on vous le répète, 

Sa chanson doit apporter.

ART. 22.

Un Troubadour sans chanson, 

N'est-il pas un corps sans âme ?

Nous devons, tout le réclame, 

Accuser de trahison 

Tous ceux qui, par négligence,

Au mépris de l'ordonnance, 

S'exposeraient à la chance, 

De voir le roi du banquet, 

Faisant taire l'indulgence, 

De leur coupable silence, 

Les punir comme il lui plait.

ART. 23.

AIR : Du vaudeville de Jean Monet,

À la fin de la séance, 

Quand Bacchus est satisfait,

Le Sire impose silence, 

Et pour le prochain banquet, 

Au hasard,

Et sans art, 

Chacun tire sa fortune,

Et d'une plainte importune, 

On l'accusé, mais trop tard.

ART. 24.

AIR nouveau, dédié à S. A. I. la Princesse Pauline.

Quel que soit le mot que dispense 

L'aveugle sort au Troubadour, 

Que du Voile de la décence

Il pare Vénus et l'Amour : 

Oter aux Grâces leur ceinture, 

C'est faire rougir la pudeur, 

C'est trahir la simple nature,

C'est effeuiller la tendre fleur

ART. 25.

SUR l'air nouveau de Gréoulx.

Anacréon, Panard,

Et Ségur et Tibulle, 

Armand-Gouffé, Catulle, 

Maître-Adam et Favart. bis

Venez nous inspirer ! 

Que votre heureux génie, 

Guidé par la folie 

Nous fasse délirer. bis

Par le bon goût conduits 

Chez l'amitié fidèle, 

Rivalisons de zèle, 

Soyons toujours unis ;  bis

Jamais couplets méchants, 

Proscrivons la satyre : 

Faut-il toujours médire, 

Pour être bons plaisants ?  bis

Comus et la gaité, 

Scellèrent en séance, 

Cette jurisprudence 

De la société ; . . . . bis

Le tout fut arrêté 

Ce jour six de décembre, 

Et puis par chaque membre,

Sauf erreur décrété. bis

ART. 26.

AIR connu.

Signés: Permon, roi président ; 

Thibaudeau, Sinety, Marie, 

Chaix, Dudemaine l'intendant, 

Templier, qui le certifie ; 

Séjourné, Desmoulins, Massot,

Rostan, puis Alphonse, son frère, 

Négrel, Pascalis et Jossaud : 

Il n'y manquait pas un confrère.